# Vicente Guerrero (Tabasco)
Villa Vicente Guerrero es la segunda población más importante del municipio de Centla, en el estado mexicano de Tabasco. Se localiza a 33 km al poniente del puerto de Frontera que es la cabecera municipal, y a 65 km al norte de la ciudad de Villahermosa, la capital del estado.
La villa se encuentra enclavada en la zona chontal del municipio de Centla y es un Centro Integrador de la región poniente del municipio, que incluye a otras comunidades como: Ignacio Allende,  Villa Cuauhtémoc, Santa Cruz y Jalapita.

## Historia

### Villa Vicente Guerrero de Centla Tabasco
Se fundó a la orilla de la laguna Santa Anita o El Remate. El poblado de Vicente Guerrero fue fundado en el año 1841, siendo gobernador del estado José Víctor Jiménez. De 1841 a 1908 villa Vicente Guerrero se llamó ranchería Santa Anita, luego fue nombrado Iturbide (1909 a 1927) y finalmente Vicente Guerrero.
Sus primeros pobladores, fueron principalmente grupos indígenas chontales que abandonaron las zonas pantanosas del curato de Oxiacaqui o pueblo nuevo de Nacajuca, en busca de mejores tierra para radicar.
Con el patrocinio y ayuda económica del comerciante español  Antonio Berenguer, que radicaba en la comunidad, los fundadores Ignacio Sánchez, Asunción Chable, Agapito Garcia, Francisco Magaña, lograron denunciar 500 caballerías de tierra que son las que posee en propiedad juridiscional la villa de Vicente Guerrero.

### Los primeros nombres de Villa Vicente Guerrero
Se fundó con el nombre de Ranchería Santa Anita, en honor de la imagen de la señora Santa Ana, que los fundadores adoraban y esa denominación duro hasta el año de 1908. En aquel entonces este poblado pertenecía al municipio de Nacajuca.
En 1909 tomó el nombre de ranchería Iturbide, denominación que conservo hasta el 5 de septiembre de 1927, en que se le dio el nombre Vicente Guerrero entonces pasó a pertenecer al Municipio de Centla, recibiendo categoría de pueblo. Para 1972, fue elevado a categoría de villa.
Durante los diferentes cambios que hubo de los municipios en el estado, se decreto:
El primero de marzo de 1910 se segregaron del municipio de Nacajuca los pueblos de Hidalgo, Allende e Iturbide que fueron anexados al municipio de Centla.
15 de marzo de 1910, durante el gobierno interino constitucional del estado Dr. Nicandro L. Melo, decreta durante el informe leído, desde el primero de este mes quedaron comprendidos en la municipalidad de frontera, los pueblos de Hidalgo, Allende e Iturbide que pertenecían a la de Nacajuca.

### Año 1927
Para 1927, estos ciudadanos asentados en el pueblo de Iturbide solicitaron al gobernador su inquietud de pasar a formar parte del municipio de Centla, ya que muchos de ellos, estaban registrado en el vecino Municipio de Nacajuca y para hacer algunas gestiones se tenían que trasladar allí, y la ciudad y puerto de Frontera les quedaba más cerca a ellos para sus trámites.
Siendo gobernador Ausencio Conrado Cruz, uno de sus principales acciones fue el de ordenar que todas las comunidades que tenían nombres religiosos, deberían ser cambiado por nombres de héroes nacionales o locales. El 5 de septiembre de 1927, le impuso el nombre y rango pueblo del General Vicente Guerrero, Centla.
A este cambio de jurisdicción municipal intervinieron como gestores ante las dependencias federales de la República, el entonces Jefe Político de Frontera, Francisco Becerra Fabre y los ciudadanos Pascual Bellizia, José Poch y Esteban Herrera y el 7 de septiembre de 1927 por decreto número 1072 también fueron elevados las siguientes comunidades vecinos con los nombres de los Héroes de México, de la independencia: Ignacio Allende y Vicente Guerrero, de la reforma Ignacio Zaragoza (antes Ribera de Zaragoza) y del último emperador azteca, Cuauhtémoc (antes Ribera de la Ceiba).

## Idiomas
Algunas personas aún hablan chontal de Tabasco, pero la mayoría habla español.

## Etimología
Su nombre es en honor al caudillo Vicente Guerrero, héroe nacional y consumador de la Independencia de México.

## Economía
Destacan el cultivo de coco y los cultivos básicos como el maíz y frijol, así como los frutales. La ganadería es otro sector importante en la economía de la villa, al existir muchos ranchos en sus cercanías. La pesca también representa una actividad importante, al ser practicada en los ríos y lagunas cercanos, así como también muchos pescadores viven en la villa Vicente Guerrero pero pescan en comunidades como Pico de Oro, Playa Azul o Jalapita.

## Servicios
Villa Vicente Guerrero es una comunidad que tiene sus calles principales pavimentadas. Cuenta con todos los servicios municipales como: alumbrado público y, seguridad pública, centro de salud, panteón y drenaje. Así como también cuenta con servicios de telefonía convencional y redes de telefonía celular.

## Comercio
Al ser villa Vicente Guerrero un centro integrador, concentra la actividad comercial de toda la zona, por lo que registra un importante movimiento comercial. Existen en la villa tiendas de abarrotes, misceláneas, papelerías, restaurantes, carnicerías y mercado público.

## Vías de comunicación
A Vicente Guerrero se puede llegar por la carretera estatal Paraíso-El Bellote-Chiltepec-Santa Cruz, así mismo se puede acceder desde Villahermosa o Frontera a través de la carretera federal 180 Villahermosa-Ciudad del Carmen hasta el entronque con la carretera estatal Santa Cruz-El Bellote. Actualmente la carretera se ampliará de dos a cuatro carriles por lo que en la comunidad pasará mucho tráfico.